# Thena
Thena è un personaggio dei fumetti Marvel Comics, creato da Stan Lee (testi) e Jack Kirby (disegni). Thena è una degli Eterni.

## Biografia del personaggio

### Attraverso i secoli
Thena, come ogni Eterno, è stato creato dai Celestiali un milione di anni fa e da allora si è preso cura dell'umanità.
Inizialmente con il nome di Azura, incontrò il Deviante noto come Kro circa 100.000 anni fa e i due iniziarono una relazione che fu disapprovata dal suo popolo, costringendoli a porre fine alle cose.
Più tardi, l'Eterno Sersi affrontò Azura dopo che lei aveva preso un altro amante deviante, ma lei affermò che Tzaigo era diverso, poiché era un uomo di scienza. Non avendo altra scelta che dirle la verità, Sersi condusse Azura in una grotta, dove trovarono una pozza di sangue e corpi. Lì, Tzaigo aveva sostituito i suoi organi con organi primitivi umani e di Neanderthal per prolungare la sua vita, e stava studiando Thena per cercare di migliorare il processo. Dopo essere stato scoperto, ha cercato di attaccare Thena, ma lei ha reagito prontamente e ha ucciso il suo amante. In seguito, affermò che non avrebbe mai più avuto una relazione con un Deviante, ma questa si sarebbe rivelata una bugia.
Intorno al 500 a.C., Thena incontrò nuovamente Kro nell'antica città di Babilonia e i due riaccesero la loro relazione, ma ancora una volta sapevano che non sarebbe potuta durare.
Nell'antichità, Azura e suo padre Zuras incontrarono Atena e suo padre Zeus. Notando la marcata somiglianza fisica tra loro, Atena suggerì che gli dei dell'Olimpo e gli Eterni formassero un'alleanza in cui gli Eterni avrebbero agito come rappresentanti degli dei sulla Terra. Azura prese quindi il nome Thena come segno di questo accordo.
Dopo il patto, Allorana è stata spesso scambiata per Atena, e la città di Atene è stata apparentemente costruita in suo onore e non la vera dea.
Negli anni '40, durante la prima parte della seconda guerra mondiale, Azura operò sotto l'identità della dea romana "Minerva" e convinse suo padre "Giove" (Zuras) a inviare "Mercurio" (Makkari) per fermare "Plutone" (Kro), che aveva assunto le sembianze del dittatore di Prussland "Rudolph Hendler". Mentre il dittatore scatenava la guerra in tutta Europa, Mercurio sventò con successo questi piani.

### Diventare madre
Un paio di decenni dopo, Thena e Kro si incontrarono ancora una volta e fecero l'amore durante una guerra nel sud-est  il risultato che Thena rimase incinta dei suoi eredi gemelli. Data la loro discendenza mista, Thena mise i loro embrioni all'interno di una certa signora Ritter, una donna sterile, che li allevò come suoi figli gemelli, Donald e Deborah.

### Rivelazione al mondo
Quando Kro guidò le sue armate in un attacco a New York dopo l'arrivo della Quarta Schiera dei Celestiali, Thena si oppose a lui.
Dopo che Kro ha chiesto una tregua, ha deciso di rivelare l'esistenza delle loro razze all'umanità tramite il professor Samuel Holden, Kro ha anche rivelato al suo cittadino deviante, Ransak il Reietto, un Deviante geneticamente stabile.
Con la rivelazione della volontà di Ransak e Kro per la pace, Thena fu convinta dai Karka Devianti a concedere loro rifugio. Dopo la morte di Zuras e la successiva partenza della maggior parte degli Eterni dalla Terra, Thena divenne Primo Eterno. Tuttavia, il suo trauma per la morte di suo padre le ha permesso di essere sottilmente influenzata da una miniera di cervelli che Kro le aveva imposto. Si rivoltò contro Ikaris per aiutare a salvare la vita di Kro, ma in seguito dovette cedere il suo titolo a Ikaris. Quando venne a sapere della Miniera di Cervello, era furiosa con Kro, ma dopo un po' lo aveva perdonato. [verifica necessaria]

### Il sogno ad occhi aperti
Come Sersi e Makkari, Thena è stata influenzata dalla distorsione della realtà di Sprite per non avere memoria del suo passato come Eterna. Thena era sposata con Thomas Eliot, con un figlio di nome Joey, ed era impiegata come ricercatrice presso la Stark Enterprises.
Alla fine, gli Eterni videro attraverso l'illusione di Sprite, ma Thena si era avvicinata troppo a Joey e non voleva lasciarlo andare. Ha avuto un'accesa discussione con Zuras sul tenere suo figlio a causa della sua nascita mortale, a cui il risultato è arrivato a suo favore poiché ha giurato di continuare ad amare e fare da genitore a Joey fino alla sua morte per vecchiaia.

### L'ospite finale
Quando gli innumerevoli corpi dei Celestiali piovevano sulla Terra per annunciare l'arrivo dei Celestiali Oscuri, gli Eterni impararono un'oscura verità che li fece impazzire: che il vero scopo della loro specie era quello di coltivare l'umanità.
Fin dalla Prima Armata dei Celestiali, gli Dei dello Spazio hanno permesso all'umanità di prosperare perché hanno visto nel loro corredo genetico il potenziale per agire come anticorpi contro l'Orda. Nella loro follia e frustrazione nell'apprendere il loro vero scopo, gli Eterni si rivoltarono l'uno contro l'altro o si suicidarono, inclusa Thena.

### Rinascita
Dopo il suicidio di massa, rinascevano tutti all'Esclusione, compresa Thena, che fu guarita dalla sua follia.
Tuttavia, anche il Titano Pazzo Thanos è stato resuscitato da un traditore tra gli Eterni, anche se avrebbe dovuto esserlo. Iniziò a uccidere gli Eterni, a partire da Zuras, e a sabotare le macchine della resurrezione durante l'Esclusione, minacciando la biosfera terrestre. Thena è stata interrogata da Sersi sulla morte di Zuras perché aveva un movente: Thena stava frequentando dei Devianti, cosa che Zuras non approvava. Alla fine, Sersi non è riuscito a determinare se Thena fosse innocente o colpevole. Così, Thena si è unita alle indagini e si è recata a Polaria con Kingo Sunen per interrogare il suo nuovo capo Druig, dopo che molti dei suoi leader sono stati uccisi da Thanos. Quando Thanos arrivò, Thena e Kingo lo combatterono brevemente. Dopo che Thanos si ritirò, Thena e Kingo credettero che Druig fosse innocente e concentrarono la loro attenzione su Gilgamesh.
Dopo che Sersi ha attirato Gilgamesh e Ikaris lo ha combattuto, Thena e Kingo hanno trattenuto Gilgamesh con le manette. A Gilgamesh fu data la possibilità di dimostrare la sua innocenza, e quando lo fece, si scoprì che il traditore era Phastos. Mentre Thena e i suoi compagni Eterni andavano ad affrontare Phastos, Thanos era pronto a tendere loro un'imboscata.
Thena e i suoi compagni Eterni sono stati in grado di sopraffare Thanos, ma poi Phastos ha accidentalmente teletrasportato lei e gli altri su tutta la Terra mentre cercava di teletrasportarli all'Esclusione per aiutarlo a riparare la macchina di resurrezione che ha rotto. Ikaris ha dato la sua vita per usare il suo potere di manipolazione della materia per riparare la macchina. Thena e gli altri scoprirono in seguito il motivo delle azioni di Phastos: gli Eterni erano resuscitati a costo di vite umane e che le macchine della resurrezione non potevano essere spente senza mettere in pericolo la Terra.
Thena e gli altri Eterni discussero il problema con gli Zura appena risuscitati, ma si resero conto che era improbabile che il processo di resurrezione sarebbe mai stato cambiato. Così, Thena e altri Eterni si incontrarono con i Devianti nella città di Lemuria, chiedendo come diventare come loro.

## Poteri e abilità
Thena è un membro della razza dei superumani conosciuti come gli Eterni. Di conseguenza, ha una forza sovrumana, velocità, resistenza, agilità, riflessi ed è un’abile spadaccina. Thena possiede anche la capacità di manipolare l'energia cosmica per aumentare la sua forza vitale, garantendole la sua invulnerabilità e immortalità virtuali, la capacità di proiettare energia cosmica dai suoi occhi o dalle sue mani sotto forma di calore, luce o forza concussiva e possibilmente altri poteri. Thena ha il controllo mentale totale sulla sua forma fisica, garantendo invulnerabilità e immortalità virtuali. Ha anche la capacità di levitare se stessa e quindi volare a velocità sovrumana, la capacità psionica di riorganizzare la struttura molecolare degli oggetti, la capacità di lanciare illusioni per mascherare il suo aspetto e quello degli altri dalle percezioni dei normali esseri umani, la capacità di teletrasportare se stessa e gli altri con lei e la capacità di iniziare la formazione del Uni-Mind.
Thena ha un intelletto di talento e ha studiato con i più grandi studiosi eterni e umani per tutta la sua vita. È altamente istruita in numerose aree della conoscenza eterna e umana. Thena è anche un formidabile combattente corpo a corpo, con un vasto addestramento nel combattimento senza armi e l'uso di molte armi antiche ed eterne ad alta tecnologia.
Thena indossa armature di composizione sconosciuta. Porta un arco che scocca frecce che rilasciano "energia fredda", e porta una lancia di energia che circonda le vittime con un anello di intenso calore e luce o le bombarda con anti-gravitoni.

## Altri media

### Cinema

#### Marvel Cinematic Universe
Thena appare per la prima volta nel film del Marvel Cinematic Universe Eternals (2021), interpretata da Angelina Jolie. È una fiera e imprevedibile guerriera degli Eterni che può creare qualsiasi arma con l'energia cosmica. Su di lei si basa la figura mitologica della dea Atena. È affetta da una sorta di malattia che la porta a dissociarsi dalla realtà in modo sempre più frequente, rischiando di attaccare e uccidere i suoi compagni. A causa di ciò, dopo l'apparente sconfitta dei Devianti si ritira a una vita isolata insieme a Gilgamesh, che si occupa di lei stringendo insieme un profondo legame affettivo. Durante la battaglia finale riesce a uccidere il suo acerrimo nemico Kro e, successivamente, parte per lo spazio insieme a Makkari e Druig per andare a cercare altri Eterni così da convincerli a rinunciare alla loro missione. Settimane dopo, lei e i compagni ricevono la visita del principe di Titano, Eros, e di Pip il Troll, i quali si offrono di aiutarli a soccorrere i loro amici.

### Videogiochi
Thena compare in:
- Marvel Future Fight
- Marvel Super War
- Marvel Duel
- Marvel Future Revolution